# Berca
Berca là một xã thuộc hạt Buzău, România. Dân số thời điểm năm 2002 là 9610 người.